# Loco (mikroekonomia)
Loco (łac. miejsce) - formuła handlowa stosowana w Polsce i krajach sąsiednich (np. Niemcy) oznaczająca, że sprzedający wydaje towar przewoźnikowi podstawionemu przez kupującego w wyznaczonym miejscu - najczęściej magazynie sprzedającego. Obecnie w Incoterms 2010 bliskim odpowiednikiem formuły Loco jest formuła EXW (ang. Ex Works - z zakładu) oznaczająca, że sprzedający wydaje towar przewoźnikowi we wskazanym przez siebie miejscu - najczęściej magazyn sprzedającego, pokrywając koszty wydania towaru.

## Terminy Franco / Loco
Formuła handlowa Loco jest powszechnie mylona z formułą Franco. Poprawne użycie obu formuł ilustruje następujący przykład:
Kupujący nabywa materiały budowlane w składzie budowlanym. Miejscem przeznaczenia towaru jest plac budowy.
- Loco skład budowlany - sprzedający wydaje towar do dyspozycji przewoźnika podstawionego przez kupującego
- Franco plac budowy - sprzedający dostarcza towar na plac budowy wskazany przez kupującego.